# 黎維祗
黎維祗（越南语：／，？—1789年），越南後黎朝皇親宗室，黎顯宗之孫、安定太子黎維禕第三子，昭統帝黎維和黎維䄂之弟。黎維祗初封瓓郡公，後封翊武公。1789年冬，在抵抗西山的戰爭中被俘虜殺害。

## 生平
1769年，鄭主鄭森污蔑黎維禕與先王鄭楹的宮人有染，將其逮捕入獄，廢為庶人。黎維祗兄弟三人也一同被逮捕入獄，並以故太子逆黨的身份被關押長達十三年之久。直到1782年鄭棕繼任鄭主後，三兄弟才被黎顯宗釋放。
1786年，黎顯宗駕崩。黎維被阮惠擁立為帝，是為昭統帝。黎維祗被封為瓓郡公。
1787年，清軍入越戰爭爆發。
1789年正月，西山軍擊敗清軍，昇龍城失守。黎維祗奉皇妃阮氏金逃出昇龍，至珥河，見浮橋已斷，便向西逃往到宣光，詔諭土豪，在當地建造堡壘抗擊西山朝。數月後，因糧食不足而被西山軍的阮光垂擊敗，與部將一起被俘，送往富春（今順化）。